# Le Passage (roman, 1954)
Pour les articles homonymes, voir Le Passage.
Pour l’article homonyme, voir Le Passage (roman, 1998).
Le Passage est un roman de Jean Reverzy publié en 1954 aux éditions Julliard et ayant reçu le prix Renaudot la même année.

## Résumé
Ce roman décrit la lente agonie d'un ami du narrateur, revenu de Polynésie avec une vahiné vieillissante et une cirrhose pigmentaire. Le roman se passe à Lyon, où le narrateur est médecin (comme Jean Reverzy lui-même), mais est entrecoupé de flashbacks nostalgiques du Pacifique, et parcouru par un va-et-vient identique entre le monde de la vie et celui de la mort.

## Éditions
Le Passage, éditions Julliard, 1954.